# IC 1607
IC 1607 ist eine lichtschwache Spiralgalaxie vom Hubble-Typ Sb im Sternbild Walfisch am Südsternhimmel.  Sie ist schätzungsweise 247 Millionen Lichtjahre von der Milchstraße entfernt und hat einen Durchmesser von etwa 65.000 Lichtjahren.

Im selben Himmelsareal befindet sich unter anderem die Galaxie IC 70.
Das Objekt wurde am 24. Juni 1895 von dem amerikanischen Astronomen Herbert Howe entdeckt.